# Meyrickella ruptellus
Meyrickella ruptellus är en fjärilsart som beskrevs av Walker 1863. Meyrickella ruptellus ingår i släktet Meyrickella och familjen nattflyn. Inga underarter finns listade i Catalogue of Life.